# Европейская цепола
Европейская цепола (лат. Cepola macrophthalma) — вид морских лучепёрых рыб из семейства цеполовых (Cepolidae).

## Описание
Рыба с очень вытянутым, узким, лентовидным телом. Длина тела до 70 см, обычно 30—50 см. Высота тела равномерно уменьшается по направлению к хвостовому плавнику. Голова маленькая с тупым рылом. Рот большой, косо направленный вверх. В нем острые, изогнутые во внутрь зубы, одинаковой формы на обе челюстях. Глаза крупные, их диаметр составляет 1/3 длины головы. Чешуя очень мелкая. Спинной плавник простирается от головы до хвостового плавника. Анальный плавник несколько короче, состоит из 56—62 мягких лучей. Узкий хвостовой плавник с удлиненными в форме нитей лучами. Окраска: спина красноватая; бока светлее, с серебряным блеском, брюшная сторона — оранжевая или жёлтая; спинной плавник жёлтый, с большим красным пятном на переднем крае; анальный плавник жёлтый; грудные плавники розовые; хвостовой плавник красноватый.

## Биология
Донная рыба, обитающая на глубинах от 10—15 до 400 метров. Живёт в норах шириной 6—8 см, которые сооружает в песчаном или илистом грунте. Либо скрываются в прочих укрытиях и в пещерах. Здесь они проводят большую часть дня и только с наступлением сумерек становятся активной. Иногда плавает в вертикальном положении в толще воды. Питается преимущественно мелкими планктонными ракообразными, главным образом копеподами. В летнее время выметывает пелагическую икру.

## Ареал
Распространение: Северо-Восточная Атлантика от Сенегала до Британских островов; западная часть Ла-Манша, в восточной части Средиземного моря.

## Синонимы
В синонимику таксона входят следующие биномены:
- Cepola attenuata Swainson, 1839
- Cepola gigas Swainson, 1839
- Cepola jugularis Swainson, 1839
- Cepola longicauda Swainson, 1839
- Cepola marginata Rafinesque, 1810
- Cepola novemradiata Swainson, 1839
- Cepola rubescens Linnaeus, 1764
- Cepola serpentiformis Lacépède, 1800
- Cepola taenia Linnaeus, 1766
- Cepola truncata Swainson, 1839
- Ophidion macrophthalmum Linnaeus, 1758